# 錫爾弗城 (內華達州)
錫爾弗城（英語：Silver City）是位於美國內華達州萊昂縣的普查規定居民點。

## 歷史
錫爾弗城的郵局自1860年營運至今。

## 人口
根據2020年美國人口普查的數據，錫爾弗城的面積為2.50平方千米，皆為陸地。當地共有人口155人，而人口密度為每平方千米62人。